# Pierre Brasme
Pour les articles homonymes, voir Brasme.
Pierre François Brasme, né le 29 septembre 1820 à Grenay et mort le 11 avril 1877 à Arras en France, est un homme politique français.

## Biographie
Agriculteur et raffineur de sucre à Bully, il est maire de la commune entre 1852 et 1877 et conseiller général entre 1867 et 1877. Il contribue alors à la modernisation de l'agriculture notamment par sa présence dans le cercle agricole du Pas-de-Calais.
Après deux échecs lors d'élections partielles en 1874 face à des bonapartistes, il est élu député du Pas-de-Calais en 1876, siégeant au Centre gauche. Il meurt avant la fin de la législature.
Son fils, Floride, devient un important brasseur à Aix-Noulette, dont il est le maire entre 1899 et 1907.

## Sources
- « Pierre Brasme », dans Adolphe Robert et Gaston Cougny, Dictionnaire des parlementaires français, Edgar Bourloton, 1889-1891 [détail de l’édition]